# Tephrocybe fusispora
Tephrocybe fusispora är en svampart som först beskrevs av Hora, och fick sitt nu gällande namn av Meinhard (Michael) Moser 1967. Tephrocybe fusispora ingår i släktet Tephrocybe och familjen Lyophyllaceae.   Inga underarter finns listade i Catalogue of Life.